# Jüdischer Friedhof (Beckov)
Koordinaten: 48° 47′ 24,1″ N, 17° 53′ 52,7″ O

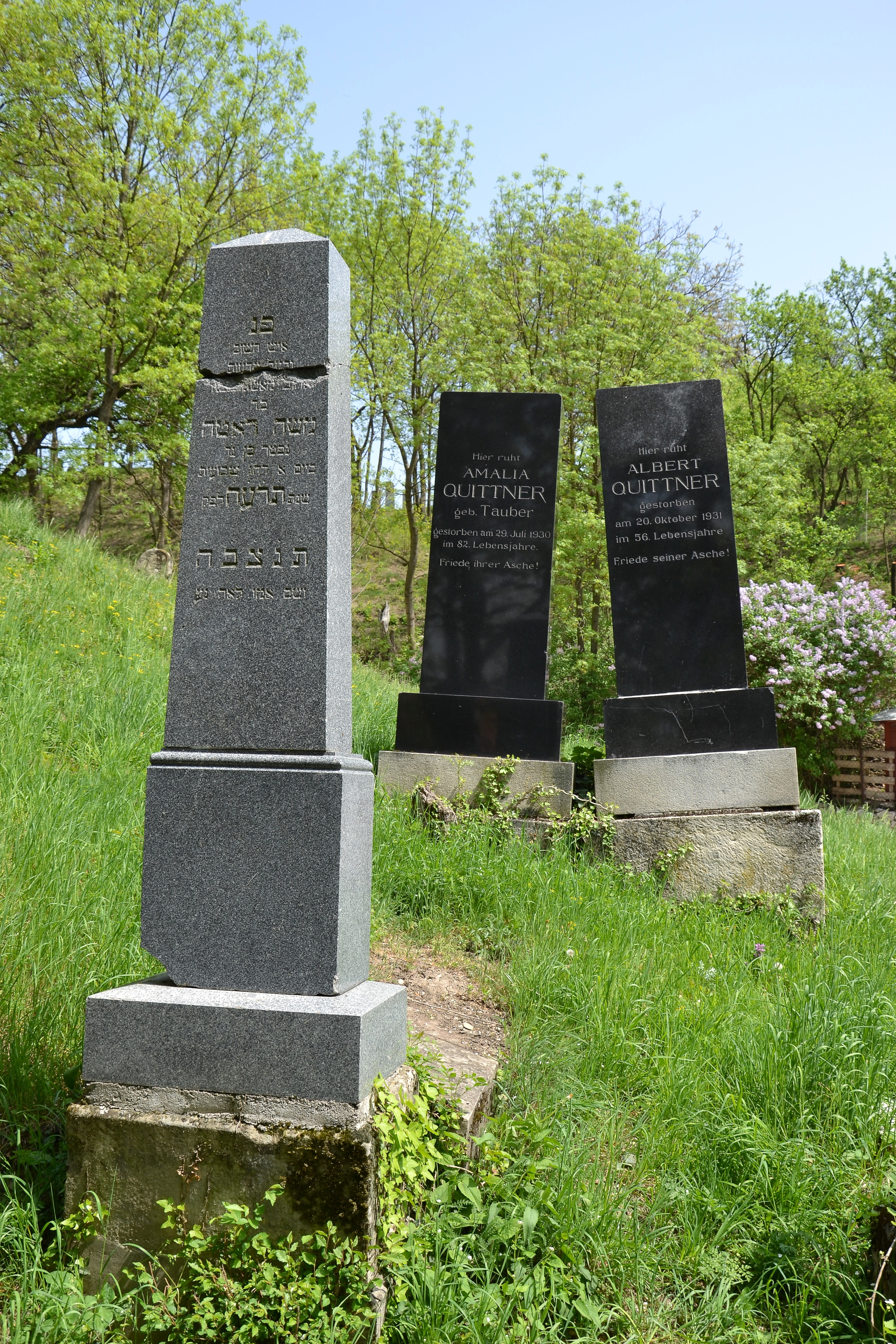
Jüdischer Friedhof in Beckov

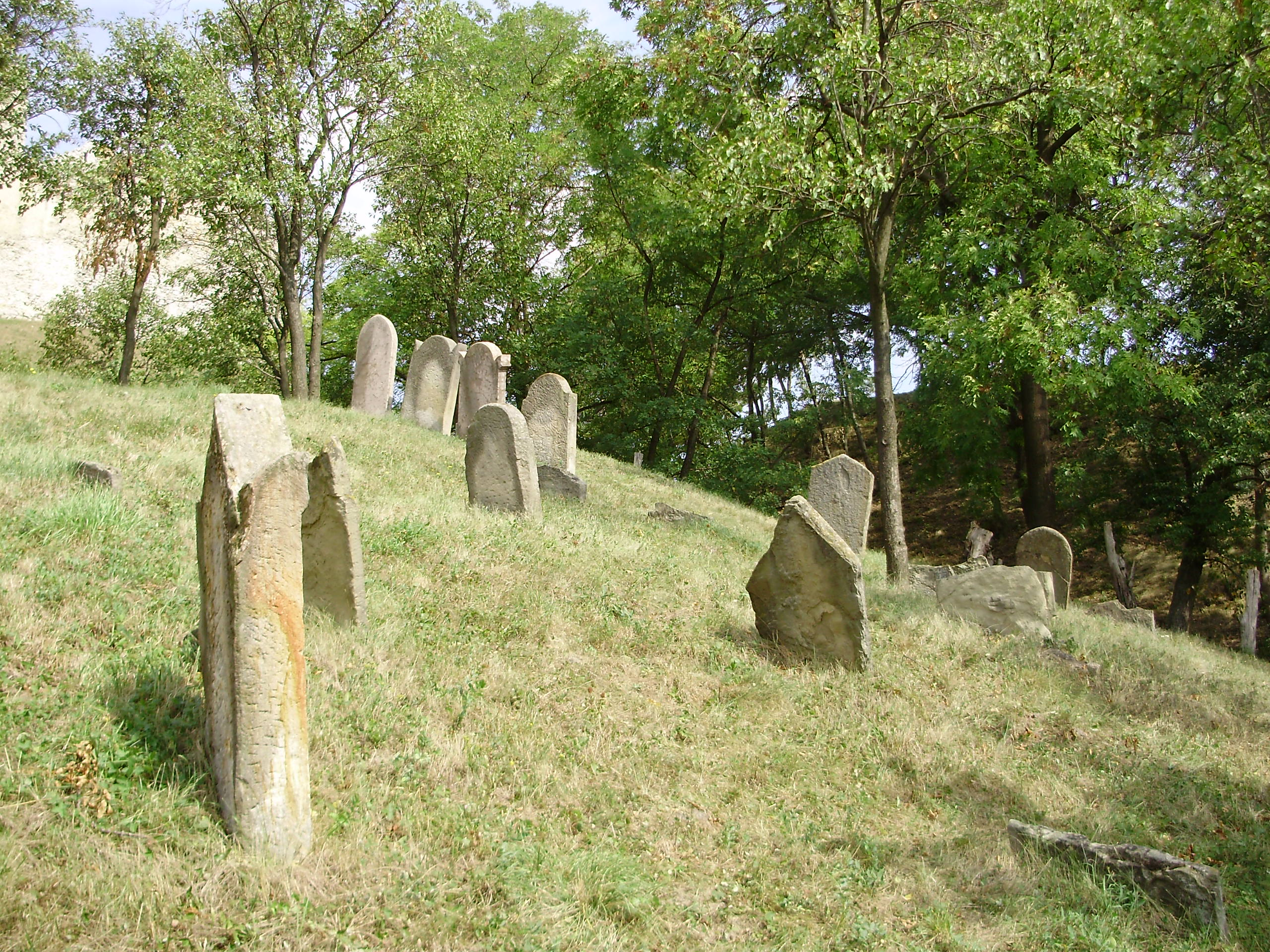
Ansicht des Friedhofs

Der Jüdische Friedhof in Beckov, einer slowakischen Gemeinde im Bezirk Nové Mesto nad Váhom, wurde vermutlich im 19. Jahrhundert errichtet.
Der jüdische Friedhof, der sich unterhalb der Burg befindet, ist ein geschütztes Kulturdenkmal.